# François Bloch-Lainé
Pour les articles homonymes, voir Bloch et Lainé.
François Bloch-Lainé, né le 25 mars 1912 à Paris où il meurt le 25 février 2002, est un haut fonctionnaire français. Il est reconnu comme une figure de la haute fonction publique française, de la Résistance à la Cinquième République.

## Biographie

### Jeunesse et études
François Bloch-Lainé naît dans une famille de hauts fonctionnaires. Son père, Jean Bloch, était inspecteur des finances et banquier à la banque Lazard, et s'était marié avec Suzanne Lainé, une amie d'enfance et proche de Victor Hugo. Jean Bloch était lui-même le fils d'un ingénieur polytechnicien, ayant dirigé la manufacture des tabacs de Dieppe, dont la sœur avait épousé Léon Blum, et dont un frère (Maurice Bloch) était premier président de la Cour des comptes. Il est l'arrière-arrière-petit-neveu du pédagogue David Lévi Alvarès. Eugène Manuel est un membre de sa famille du côté de sa grand-mère maternelle. Ses arrières-grands-parents sont tous parisiens. Ses ancêtres du côté paternel, juifs de Lorraine, avaient occupé des fonctions publiques dès après la Révolution française, et avaient fui la région pour demeurer Français. Il a un frère.
Il grandit à Paris. De 1915 à 1919, il vit à New York avec ses parents, du fait d'une affectation de son père, dans un appartement de la Cinquième Avenue. De retour en France, il suit une année au Cours Hattemer, dont il n'apprécie pas l'ambiance compétitive, et est transféré à l'école Gerson. Il effectue ensuite ses études secondaires au lycée Janson-de-Sailly, où il excelle en philosophie et suit des cours donnés par Maurice Merleau-Ponty et Simone de Beauvoir, alors agrégatifs. Très engagé dans le scoutisme, il contribue activement à la troupe des Comédiens routiers pour laquelle il adapte en 1932 Les Olives, d'après Lope de Rueda. Il est commissaire Route aux Scouts de France.
Une fois le baccalauréat obtenu, il intègre l'École libre des sciences politiques et suit des études de droit ; il travaille en parallèle au service des études d'une banque. Il obtient une licence de lettres et effectue son service militaire en 1933, comme sous-lieutenant. Il obtient un doctorat en droit avec une thèse sur l’emploi des loisirs ouvriers et à l’éducation populaire en 1935. Il prépare le concours de l'Inspection générale des finances au sein de l'écurie dirigée par Maurice Couve de Murville.
Dans les années 1960, Bloch-Lainé est « Visiting Fellow » à l'université d'Oxford, au sein du Nuffield College, où il fréquente James Callaghan.
Bloch-Lainé se marie avec Anne-Marie d'Abbadie d'Arrast. Il est le père de l'inspecteur général des finances Jean-Michel Bloch-Lainé et de trois autres enfants : Jean-François, Jean-Louis et Olivier.

### Parcours professionnel

#### Début de carrière et Résistance
Il est reçu au concours de l'Inspection générale des finances en 1936. Pendant huit ans, il effectue la « tournée » à laquelle les inspecteurs des finances sont astreints. Il vote alors pour le Front populaire. Il sert dans l'infanterie lors de la Seconde Guerre mondiale. Fait captif, il est incarcéré à l’École normale d'instituteurs de Nancy, mais réussit à s'échapper rapidement et retrouve son foyer en août 1940.
Pendant la guerre, il est exonéré du statut des Juifs et reste en poste. Jean Bichelonne lui demande de créer un fichier recensant les installations industrielles françaises ; en apprenant que ce fichier est demandé par l'Autorité d'occupation, il demande à être muté à la direction générale du Trésor. Il y travaille sous la direction de Jacques Brunet, et s'affaire à la modernisation de la comptabilité publique. Parallèlement, il enseigne à l’École libre des sciences politiques.
Il devient résistant en 1942, à force d'activités subversives, notamment dans le renseignement, qui l'ont conduit à fréquenter Michel Debré, Félix Gaillard et Jacques Chaban-Delmas. Son supérieur le prévient que son nom apparaît sur une liste de personnes que les nazis souhaitent arrêter ; Bloch-Lainé cesse d'aller travailler au ministère, dort chaque nuit dans un endroit différent sous des noms d'emprunt, et continue de donner des cours à Sciences Po, « en veillant seulement aux doubles issues ». Il est alors recruté par René Courtin qui le présente à Alexandre Parodi, alors délégué de la France libre en zone occupée, qui le charge d'assurer les finances de la Résistance, en les organisant suivant les mêmes règles que les finances publiques. Sous le pseudonyme de Balli, il assure le respect des règles financières par le mouvement.
Début 1944, à l’approche du débarquement, il est chargé de coordonner le financement de l’appareil clandestin. Il travaille avec d’autres résistants de la Banque de France et du Trésor ainsi qu’avec le  N.A.P. (Noyautage des administrations publiques) puis œuvre au sein du Comité de financement (COFI), créé par le C.N.R. Cet organisme est le lieu de convergence des collecteurs de fonds, qu’il coordonne.

#### Cabinets ministériels
Dès la Libération de Paris, il est chargé de liquider les comptes de la Résistance avec François-Didier Gregh et Guillaume Guindey,,. Il ouvre un bureau dédié au Trésor. Il fait partie, avec Emmanuel Monick et René Courtin, des personnalités de la Résistance qui reprennent en main le ministère des Finances. Il refuse alors de participer à la vie politique de l'après-guerre. Il est recruté en 1944 comme membre du cabinet ministériel du ministère des Finances sous Emmanuel Monick. Il quitte le cabinet par refus de participer à l'épuration, et pour protester contre « l'abandon total du projet de redressement de Pierre Mendès France ».
Il retourne au cabinet sous Aimé Lepercq ; à la mort de celui-ci, il reprend un poste à la direction du Trésor et s'attelle à la mise en place du contrôle des changes, avant d'être rappelé au cabinet de René Pleven. Il y a comme collègue Paul Delouvrier, qui le seconde. Il est chargé de mettre de l'ordre dans les comptes du Bureau central de renseignements et d'action (BCRA), les services de renseignement extérieurs français devenus Direction générale des études et recherches.
Bloch-Lainé regagne la direction du Trésor à la fin de l'année 1944, travaillant sous Guillaume Guindey. Il travaille à la mise au point de la position de la France à la conférence de Bretton Woods. Il est ensuite, jusqu'en mai 1946, en mission pour la France à l'étranger, en Asie de l'Est. Il devient conseiller financier du haut-commissaire français en Indochine et attaché financier en Chine, avec Pierre Ledoux sous ses ordres, et sous un statut militaire de colonel. Il est ensuite envoyé à Washington D.C., où il est le suppléant de Pierre Mendès France au Fonds monétaire international et adjoint du conseiller financier.
Il reste toutefois peu de temps à ce poste, car Robert Schuman lui demande de devenir son directeur de cabinet en juin 1946, au ministère des Finances. Il a alors comme adjoint Alain Poher. Intéressé par la politique, il hésite à se porter candidat aux élections sénatoriales françaises de 1946 sous les couleurs du Mouvement républicain populaire, mais abandonne, n'ayant pas encore l'âge requis de 35 ans pour être éligible.

#### Directeur du Trésor
Robert Schuman nomme Bloch-Lainé directeur du Trésor en juin 1947, en remplacement de Jacques Brunet. Il doit gérer les « difficultés quotidiennes de la Trésorerie », mais aussi la « mise en œuvre du Plan ». Du fait de l'instabilité ministérielle, Bloch-Lainé et quelques autres grands hauts fonctionnaires de l'époque disposent de prérogatives particulièrement étendues ; il dirige cette administration sous plus de neuf ministres. Il conduit une montée en puissance du Trésor, et en fait un banquier de l'économie française,.
En 1948, Bloch-Lainé lutte contre Jean Monnet afin que la gestion de l'aide du plan Marshall soit gérée par la Commission des investissements, sur laquelle le Trésor obtient rapidement le contrôle. Pour que le Trésor soit abondé en permanence et ne souffre pas de ruptures de trésorerie, Bloch-Lainé s'efforce à centraliser les ressources publiques, qu'elles proviennent du Crédit national, de la Caisse nationale des marchés de l’État, ou des correspondants du Trésor. Il oblige ces derniers à déposer tous leurs fonds disponibles au Trésor, permettant l'amplification du circuit du Trésor. Grâce à cette trésorerie abondante, Bloch-Lainé met en place un financement direct des entreprises françaises, et notamment des entreprises publiques qui répondent aux exigences du Plan. Les entreprises privées bénéficient souvent de prêts bonifiés par le Trésor.
Bloch-Lainé aide aussi à la mise en place la zone franc en Afrique, en coopération avec les pays nouvellement indépendants à la suite de la décolonisation ou bientôt indépendants. Il crée un Comité monétaire de la zone franc. Le projet de protocole est accepté et soutenu notamment par Hédi Nouira.
Il est remercié en 1952 après un désaccord avec le ministre Antoine Pinay, et quitte le Trésor en janvier 1953. Le poste de président du conseil d'administration d'Électricité de France lui aurait alors été refusé par Pinay.

#### De la Caisse des dépôts et consignations au secteur bancaire
En 1953, Bloch-Lainé est nommé directeur de la Caisse des dépôts et consignations, pour quatorze années, remplaçant Jean Watteau, et dirige la Banque européenne d'investissement. Au sein de la Caisse des dépôts, il jouit d'une grande liberté, et préside à un programme de « développement de l'épargne », de « progrès de la prévoyance dans les milieux modestes », « la construction de logements sociaux », « équipement du territoire », et l'« animation du marché des capitaux ». Il refuse toutes les affectations qui lui sont alors proposées, à la fois au sein de la banque Lazard en 1955, et au sein du gouvernement, par Charles de Gaulle, en 1958, et par Michel Debré en 1959. Bloch-Lainé crédite cette double proposition de l'antipathie que Valéry Giscard d'Estaing a eu pour lui les décennies suivantes.
En 1958, il mène une mission d'étude économique en Union des républiques socialistes soviétiques (URSS) en tant que directeur de la Caisse des dépôts, épaulé par Raymond Barre, Jean-Marcel Jeanneney, Claude Gruson et Simon Nora.
Après deux mandats de sept ans à la tête de la Caisse des dépôts, Bloch-Lainé accepte de prendre la présidence du Crédit Lyonnais en 1967, qui lui est proposée par Michel Debré, et qui se trouve alors dans une situation difficile. Alors qu'il ne doit demeurer à ce poste que quelques années, il y reste jusqu'en 1974. Le nouveau président de la République, Valéry Giscard d'Estaing, le remercie alors. Il ne lui aurait jamais pardonné son appartenance gaulliste, ni que le général l'ait par deux fois sollicité pour le poste ministériel des Finances avant de se résigner à nommer Giscard,.

#### Fin de carrière
François Bloch-Lainé participe à la création du réseau des SEM (Sociétés d'Économie Mixte, dont l'actionnariat est à la fois public et privé), et  de la SCET (Société centrale pour l'équipement du territoire, chargée du développement et du partenariat avec les SEM), au lendemain de la guerre pour rééquiper le territoire (voiries…) et construire logements et équipements publics qui faisaient défaut.
En 1981, Pierre Mauroy lui confie la présidence de la commission chargée d'établir un bilan de l'état de la France au moment de l'élection de François Mitterrand et de l'arrivée des socialistes à la direction du pays.
Il préside l'établissement public chargé de la préparation puis de la construction de l'Opéra Bastille (EPOB), de 1983 à 1985.
En 1991 il se voit confier par Jack Lang, ministre de la culture, et Christian Dupavillon, directeur du Patrimoine, une mission totalement novatrice : faire du patrimoine mondial une cause à dimension humaniste voire humanitaire. Il demande alors à Frédéric Edelmann, l’un des membres fondateurs de Aides et Arcat-Sida, de s’associer à ses efforts pour monter l’association Patrimoine sans frontières, dont il prend la présidence.[réf. nécessaire]
François Bloch-Lainé apporte ses compétences dans divers secteurs, comme l'aménagement du territoire, l'audiovisuel ou l'industrie des matières premières. À partir des années 1970, il s'engage en faveur de la recherche médicale et notamment à l'Institut Pasteur. Il est membre du comité de direction de la Croix-Rouge française. Il a également été Président du Conseil d'administration de l'Opéra Bastille.
Il meurt le 25 février 2002.

### Parcours universitaire

#### Enseignement à Sciences Po
François Bloch-Lainé enseigne à Sciences Po dès 1941, ayant été recruté par le directeur Roger Seydoux pour dispenser un cours de finances publiques. Après la guerre, l'école ayant changé de nom, il enseigne à l'Institut d'études politiques de Paris. Il donne des cours dès l'immédiat après-guerre. Dans les années 1960, on lui confie une conférence de méthode où il sélectionne sur dossier les étudiants qu'il accepte dans son cours. Il cesse les séminaires peu avant Mai 68. Il vit les évènements de mai au sein de l'école de la rue Saint-Guillaume, où son fils, Jean-Michel, enseigne également et participe à la pacification de l'école.

#### Enseignement à l’École nationale d'administration
Il enseigne également, dans les années 1950, à l'École nationale d'administration. En 1968, Bloch-Lainé est chargé de présider une commission visant à proposer des réformes de l'École nationale d'administration, dans le sillage de sa remise en cause par des étudiants lors des évènements de Mai 1968. Il siège pour deux mandats comme personnalité extérieure au conseil d'administration de l'université Paris Dauphine.

### Parcours associatif
En 1975, François Bloch-Lainé crée l'association « Développement des associations de progrès » (DAP). Cette « association pour les associations » veut faire le point sur le fait associatif en France afin de le promouvoir sur la scène publique. En juin 1981, la Fondation pour la vie associative (La Fonda) prend le relai. Élu la même année président de l'UNIOPPS, il ne fera néanmoins pas partie de son conseil d'administration. En 1986, il prend la présidence du Comité de la Charte sur un constat d'une nécessité d’un contrôle de la collecte des fonds opérées par les associations.

## Prises de positions

### Avances de la Banque de France
Dans son ouvrage avec Pierre de Vogüé de 1960, Bloch-Lainé pend fermement position contre les avances de la Banque de France, que le Trésor sollicitait alors face à ses problèmes de trésorerie. Il soutient que, pour éviter de provoquer de l'inflation et une perte de confiance en la monnaie, le Trésor devrait trouver son financement auprès des banques, par l'émission de bons du Trésor.

### Économie mixte
François Bloch-Lainé se montre défavorable, notamment dans les cours de politique économique qu'il dispense à Sciences Po Paris, à l'économie mixte, c'est-à-dire à une intervention de l’État comme producteur de biens et services. Il considère, rapporte Laure Quennouëlle-Corre, que l'économie mixte « cumule selon lui les inconvénients du privé et du public ». Il se montre par ailleurs défavorable à ce qu'il appelle un « État-actionnaire tentaculaire et incohérent », qui « ne stimule pas l’esprit de risque des banques ».

### Planisme
Bloch-Lainé se positionne, dans un livre de 1962, en faveur du Plan et du planisme. Il écrit : « Nous avons fait en France, depuis quinze ans, une découverte qui n'est pas achevée : la planification et la libre entreprise ne sont pas des [...] rivaux [...] Elles servent, en effet, des "valeurs" complémentaires, qui se situent à deux niveaux différents. Ni l'une ni l'autre ne suffit. Le Plan contient la partie des décisions économiques qui doit être maintenue dans une "discipline de cohérence", celle dont l'exécution nécessite souvent des "polices" qui doivent faire respecter des "priorités". L'entreprise prend librement la plupart des autres décisions économiques de son ressort, dans les limites et sous les garanties ainsi déterminées ; le bonheur des hommes qu'elle emploie et qu'elle pourvoit dépend du bon usage qu'elle fait de sa propre liberté ; laquelle est logiquement, en raison inverse de son importance au regard du Plan ».

### Statut de la haute fonction publique
François Bloch-Lainé se montre favorable au droit de la fonction publique, en ce qu'il est assez protecteur pour empêcher de soumettre les fonctionnaires aux puissances de l'argent et aux pressions politiques, et considère que les fonctionnaires disposent d'« une liberté qu'on trouve dans peu d'autres métiers ». Toutefois, il considère que certaines activités exercées par des fonctionnaires pourraient être exercées par des agents non-fonctionnaires.

### Politisation de la haute fonction publique
Dans son livre Ce que je crois, dont il fait un testament intellectuel, François Bloch-Lainé critique ce qu'il perçoit comme une politisation accrue de la haute fonction publique à partir de la présidence de Valéry Giscard d'Estaing. S'il se montre compréhensif envers les hauts fonctionnaires qui ont été tentés par l'activité politique (qu'il qualifie de « anciens-futurs-hauts-fonctionnaires » dans son livre Profession fonctionnaire), il soutient qu'il est nécessaire de radier les hauts fonctionnaires devenus ministres de la fonction publique.

## Distinctions
- Grand-croix de la Légion d'honneur (1er janvier 1999)[23]
- Grand-croix de l'ordre national du Mérite [24]
- Commandeur de l'ordre des Palmes académiques
- Médaille de la Résistance française avec rosette (17 novembre 1945)[25]
- Croix de guerre 1939-1945

## Publications
- Le Trésor public et le mouvement général des fonds, PUF, Paris, 1960, avec Pierre de Vogüé
- Pour une réforme de l'entreprise, Le Seuil, 1963, 157 p.
- L'entreprise et l'économie au XXe siècle. Étude internationale. Tome 1 : L'entreprise et son environnement. Tome 2 : La formation des décisions de l'entreprise, avec François Perroux, PUF, 2 volumes, 1966-1967, 679 p.
- Profession fonctionnaire, avec Françoise Carrière, Le Seuil, 1976, 253 p.
- Quatre voix pour un opéra, avec Urfalino, Audon, Charlet et Dittmann, 1990, Métailié, 310 p.
- La France restaurée : 1944-1954. Dialogue sur les choix d'une modernisation, avec Jean Bouvier, Fayard, 1986, 338 p.
- Ce que je crois, Grasset, 1995, 277 p.
- Hauts fonctionnaires sous l'Occupation, avec Claude Gruson, Éditions Odile Jacob, 1996, 283 p,  (ISBN 2-7381-0419-3)
- François Bloch-Lainé, fonctionnaire, financier, citoyen, ouvrage sous la direction de Michel Margairaz, Comité pour l'histoire économique et financière de la France, 2005, 270 p  (ISBN 2-11-094797-7)